# Chris Armas
Chris Armas, né le 27 août 1972 dans le Bronx à New York, est un ancien joueur international américain (ainsi que portoricain) de soccer ayant joué au poste de milieu de terrain, avant de devenir entraîneur.

## Biographie

### Carrière de joueur

#### Carrière en sélection
Avec l'équipe des États-Unis, il joue 66 matchs (pour 2 buts inscrits) entre 1998 et 2005. Il figure notamment dans le groupe des sélectionnés lors des Gold Cup de 2000, de 2002 et de 2005.
Il participe également à la Coupe des confédérations de 2003. Lors de cette compétition, il joue deux matchs : contre la Turquie et le Cameroun.
Avec l'équipe de Porto Rico, il joue 5 matchs (pour aucun but inscrit) entre 1993 et 1994.

## Palmarès
| Fire de Chicago - Major League Soccer (1) : - Champion : 2003. |  | États-Unis - Gold Cup (2) : - Vainqueur : 2002 et 2005. |